# Zyprischer Fußballpokal 2020/21
Der Zyprische Fußballpokal 2020/21 war die 79. Austragung des zyprischen Pokalwettbewerbs. Er wurde vom zyprischen Fußballverband ausgetragen. Das Finale fand am 15. Mai 2021 im GSP-Stadion von Nikosia statt.
Pokalsieger wurde Anorthosis Famagusta. Das Team setzte sich im Finale gegen Olympiakos Nikosia durch. Anorthosis qualifizierte sich durch den Sieg für die 3. Qualifikationsrunde der UEFA Europa League 2021/22.

## Modus
Die Begegnungen der 1. bis 2. Runde sowie das Finale wurden in einem Spiel ausgetragen. Bei unentschiedenem Ausgang gab es eine Verlängerung von zweimal 15 Minuten und gegebenenfalls ein Elfmeterschießen. Die Begegnungen im Viertel- und Halbfinale wurden in Hin- und Rückspiel ausgetragen. Bei Torgleichheit entschied zunächst die Anzahl der auswärts erzielten Tore, danach eine Verlängerung und falls erforderlich ein Elfmeterschießen.

## Teilnehmer
Es nahmen nur Mannschaften der ersten beiden Ligen teil.
| First Division (14) | First Division (14) | Second Division (13) | Second Division (13)                                                                                         |
| --- | --- | --- | --- |
| - AEK Larnaka - AEL Limassol - Anorthosis Famagusta 1 - APOEL Nikosia 1 - Apollon Limassol 1 - Doxa Katokopia - Enosis Neon Paralimni 1 | - Ermis Aradippou - Ethnikos Achnas - Karmiotissa FC - Nea Salamis Famagusta - Olympiakos Nikosia - Omonia Nikosia 1 - Paphos FC | - Achyronas Liopetriou - Akritas Chlorakas - Alki Oriklini - AO Agia Napa - Aris Limassol - Digenis Akritas Morphou - Enosis Neon THOI Lakatamia | - Kouris Erimis - Omonia Psevda - Onisilos Sotira 2014 - PAEEK Kyrenia - PO Xylotymbou - ENY Digenis Ypsonas |

## 1. Runde
In dieser Runde traten 13 Teams der Second Division und 9 Teams der First Division an.
|                         | Ergebnis |                            |
| ----------------------- | -------- | -------------------------- |
| Nea Salamis Famagusta   | 4:1      | Achyronas Liopetriou       |
| Karmiotissa FC          | 4:0      | Enosis Neon THOI Lakatamia |
| PAEEK Kyrenia           | 2:1      | Doxa Katokopia             |
| AEL Limassol            | 5:0      | Omonia Psevda              |
| AO Agia Napa            | 1:5      | Paphos FC                  |
| Olympiakos Nikosia      | 4:0      | PO Xylotymbou              |
| Kouris Erimis           | 00:11    | AEK Larnaka                |
| Ermis Aradippou         | 3:0      | Akritas Chlorakas          |
| Alki Oriklini           | 4:0      | ENY Digenis Ypsonas        |
| Digenis Akritas Morphou | 1:3      | Onisilos Sotira 2014       |
| Aris Limassol           | 1:4      | Anorthosis Famagusta       |

### Zwischenrunde
Da sich Omonia Nikosia für die Gruppenphase der UEFA Europa League qualifizierte, wurde ein Zwischenspiel ausgetragen, und Omonia erhielt ein Freilos für die 2. Runde.
|               | Ergebnis |               |
| ------------- | -------- | ------------- |
| PAEEK Kyrenia | 1:4      | APOEL Nikosia |

## 2. Runde
In dieser Runde stiegen drei für den europäischen Wettbewerb qualifizierten Vereine Anorthosis Famagusta, APOEL Nikosia, Apollon Limassol, sowie Enosis Neon Paralimni ein.
|                       | Ergebnis |                       |
| --------------------- | -------- | --------------------- |
| Onisilos Sotira 2014  | 0:2      | Karmiotissa FC        |
| Enosis Neon Paralimni | 0:2      | Olympiakos Nikosia    |
| Anorthosis Famagusta  | 1:0      | Paphos FC             |
| Ermis Aradippou       | 1:2      | Nea Salamis Famagusta |
| AEK Larnaka           | 0:2      | AEL Limassol          |
| Alki Oriklini         | 1:2      | Ethnikos Achnas       |
| APOEL Nikosia         | 2:1      | Apollon Limassol      |
| Omonia Nikosia        | Freilos  |                       |

## Viertelfinale
|                 | Gesamt |                       | Hinspiel | Rückspiel |
| --------------- | ------ | --------------------- | -------- | --------- |
| Karmiotissa FC  | 2:7    | Anorthosis Famagusta  | 1:2      | 1:5       |
| APOEL Nikosia   | 2:1    | Omonia Nikosia        | 1:1      | 1:0       |
| AEL Limassol    | 2:1    | Nea Salamis Famagusta | 2:0      | 0:1       |
| Ethnikos Achnas | 1:2    | Olympiakos Nikosia    | 1:1      | 0:1       |

## Halbfinale
|                      | Gesamt |               | Hinspiel | Rückspiel |
| -------------------- | ------ | ------------- | -------- | --------- |
| Anorthosis Famagusta | 4:1    | APOEL Nikosia | 1:0      | 3:1       |
| Olympiakos Nikosia   | 3:2    | AEL Limassol  | 4:2      | 1:0       |

## Finale
| Paarung              | Anorthosis Famagusta – Olympiakos Nikosia |
| Ergebnis             | 2:1 n. V. (1:1, 0:0) |
| Datum                | 15. Mai 2021 |
| Stadion              | GSP-Stadion, Nikosia |
| Schiedsrichter       | Ovidiu Hațegan ( Rumänien) |
| Tore                 | 1:0 Kostakis Artymatas (59.) 1:1 Kingsley Sarfo (61.) 2:1 Giorgi Kwilitaia (110.) |
| Anorthosis Famagusta | Giorgi Loria – Branko Vrgoč, Anderson Ciorreia (96. Charles Eloundou), Spyros Risvanis (85. Giorgios Galitsios), Pavlos Correa – Murtas Dauschwili (46. Josef Hušbauer), Tornike Okriaschwili, Kostakis Artymatas, Dor Micha (64. Renato Margaça) – Nikos Kaltsas (91. Dimitris Christofi), Giorgi Kwilitaia Cheftrainer: Temur Kezbaia ( Georgien)                      |
| Olympiakos Nikosia   | Neofytos Michael – Paris Psaltis, Sambinha (90.+1' Stelios Andreou), Constantinos Soteriou, Vangelis Kyriakou – Nani Soares, Omar Santana (100. Iraklis Garoufalias), Kingsley Sarfo, Panagiotis Zachariou (81. Fabrice Kah), Kingsley Sarfo (106. Gustavo Costa) – Edgar Salli, Vasilis Mantzis (106. Stanislaw Kostow) Cheftrainer: Čedomir Janevski ( Nordmazedonien) |
| Gelbe Karten         | Murtas Dauschwili, Giorgi Kwilitaia, Nikos Kaltsas, Tornike Okriaschwili, Spyros Risvanis, Anderson Ciorreia, Josef Hušbauer, Dimitris Christofi – Constantinos Soteriou |